# Église Sainte-Geneviève de Florée
Pour les articles homonymes, voir Église Sainte-Geneviève.
L'église Sainte-Geneviève est un édifice religieux catholique d'origine médiévale classé situé dans le village de Florée faisant partie de la commune d'Assesse dans la province de Namur (Belgique).

## Situation
L'édifice est situé au centre du village condrusien de Florée, le long de la rue du Parvis. Il est entouré par le  cimetière ceint en partie par un mur érigé en moellons de grès et de calcaire et précédé par deux tilleuls séculaires classés (tilleuls de Florée). 

## Historique et architecture
Sous l’Ancien Régime, l'église dépendait de l’abbaye de Grandpré située à Faulx-Les Tombes. La tour médiévale date des XIe siècle, XIIe siècle et/ou XIIIe siècle, construite en pierre calcaire puis du XVIIe siècle pour les niveaux supérieurs bâtis en moellons de grès. Le contraste entre le calcaire gris et le grès brun est bien visible. Quelques portions du mur ouest datent aussi du XIe siècle. Le clocher est coiffé d’une flèche octogonale d’ardoises avec abat-sons surmontée d'une croix en fer forgé et d'un coq en girouette. Durant la première moitié du XVIIe siècle et le premier tiers du XVIIIe siècle, trois nouvelles nefs de quatre travées remplacent la nef romane. Les nefs latérales sont construites en pierre calcaire tandis que la partie visible de la nef centrale est réalisée en grès. Le chœur est rebâti en pierre calcaire en 1738. 
L’intérieur de l’église est entièrement décoré de stucs de style Louis XIV, également millésimés 1738.

## Classement
Les façades, toitures et stucs intérieurs de l'église Sainte-Geneviève ainsi que le mur du cimetière l'entourant, la ferme des Moines en ce compris le mur de clôture de la propriété mais à l'exclusion du hangar récent qui s'y adosse, et le presbytère à l'exclusion de l'annexe récente qui s'y adosse et établissement d'une zone de protection autour de l'ensemble formé par l'église Sainte-Geneviève, la ferme des Moines, le presbytère et le noyau central du village de Florée sont classés depuis le 5 juillet 1999 et reprise sur la liste du patrimoine immobilier classé d'Assesse. 

## Galerie

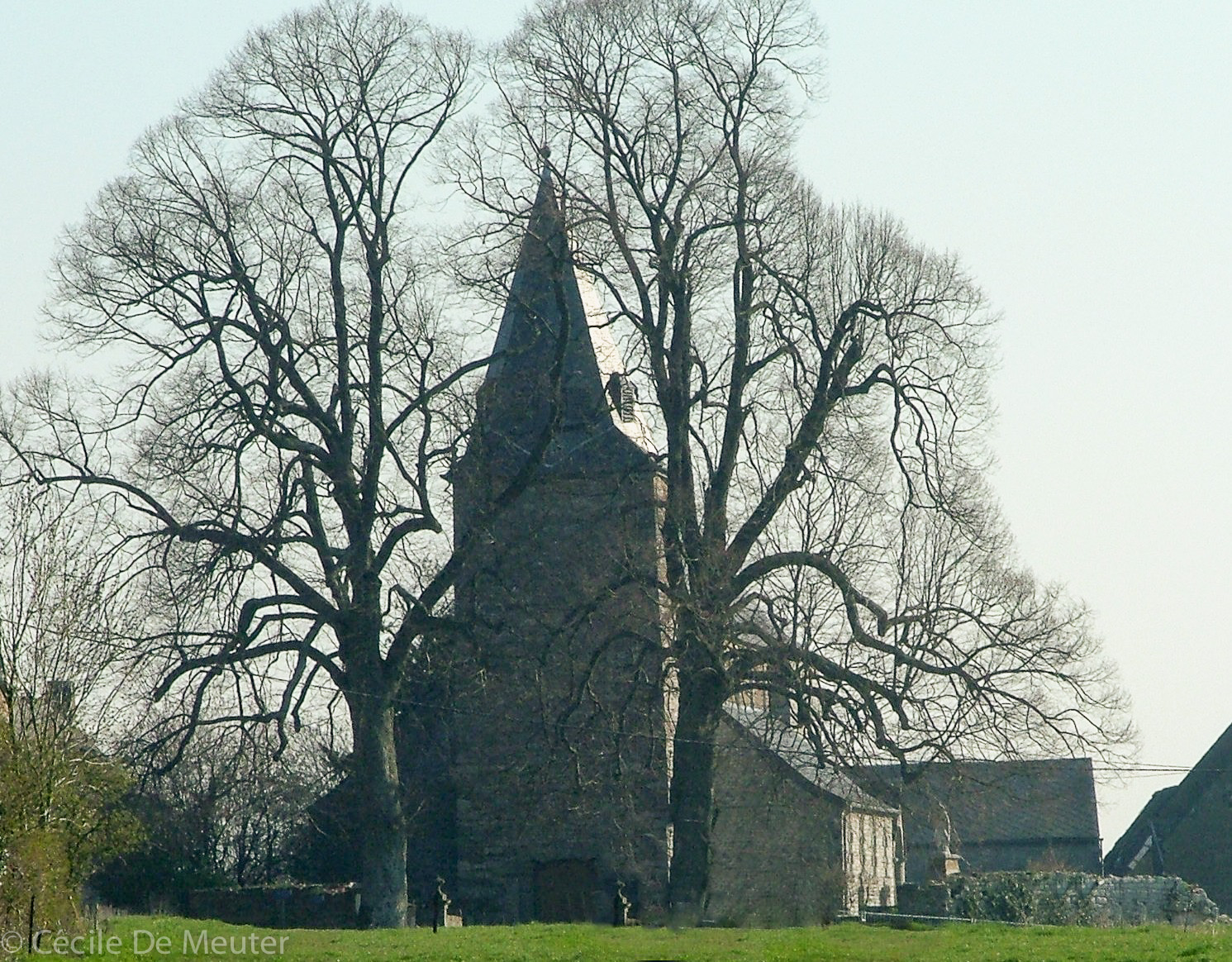
Tilleuls classés, tour et clocher de l'église Sainte-Geneviève
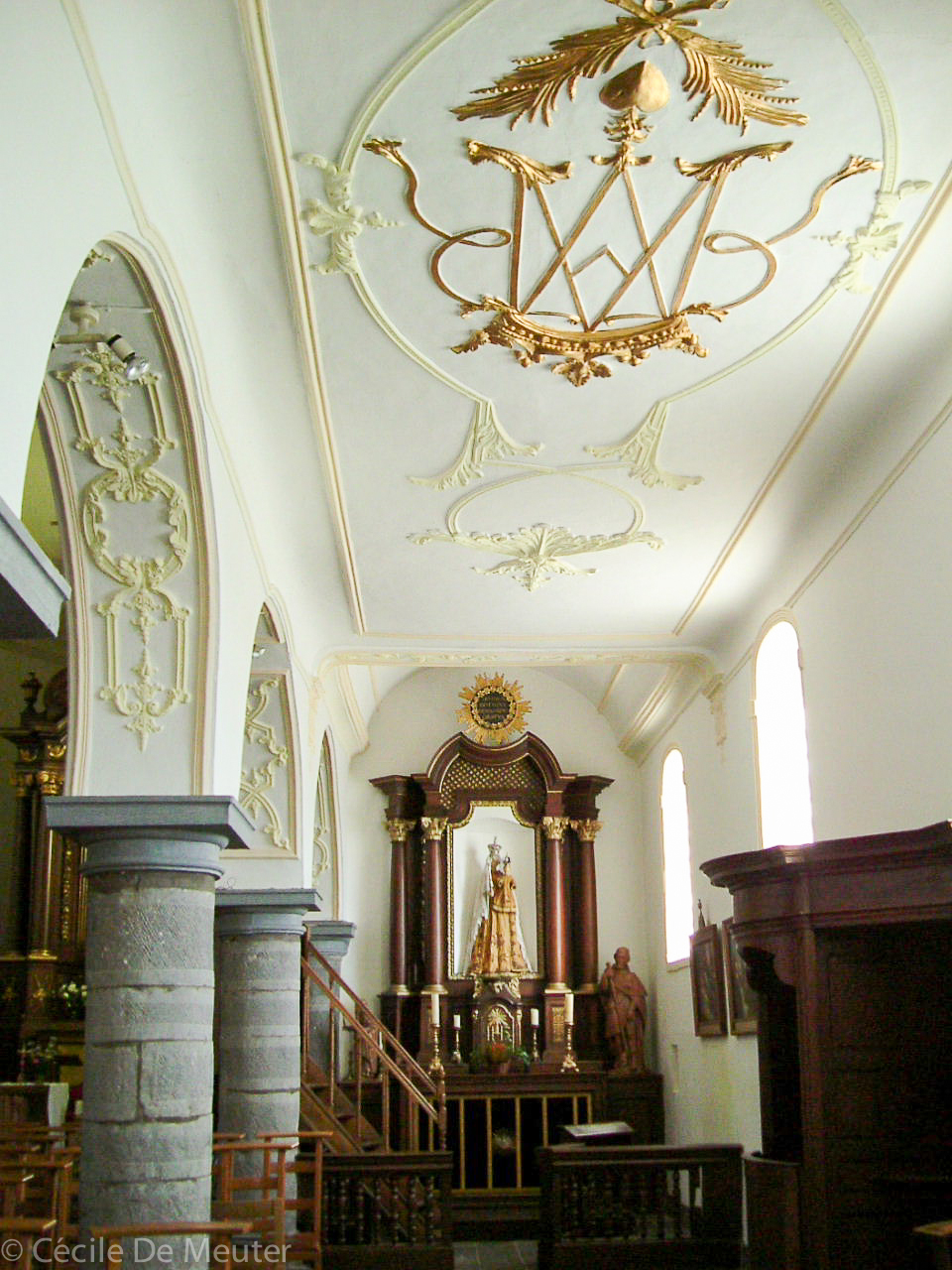
Intérieur de l'église Sainte-Geneviève
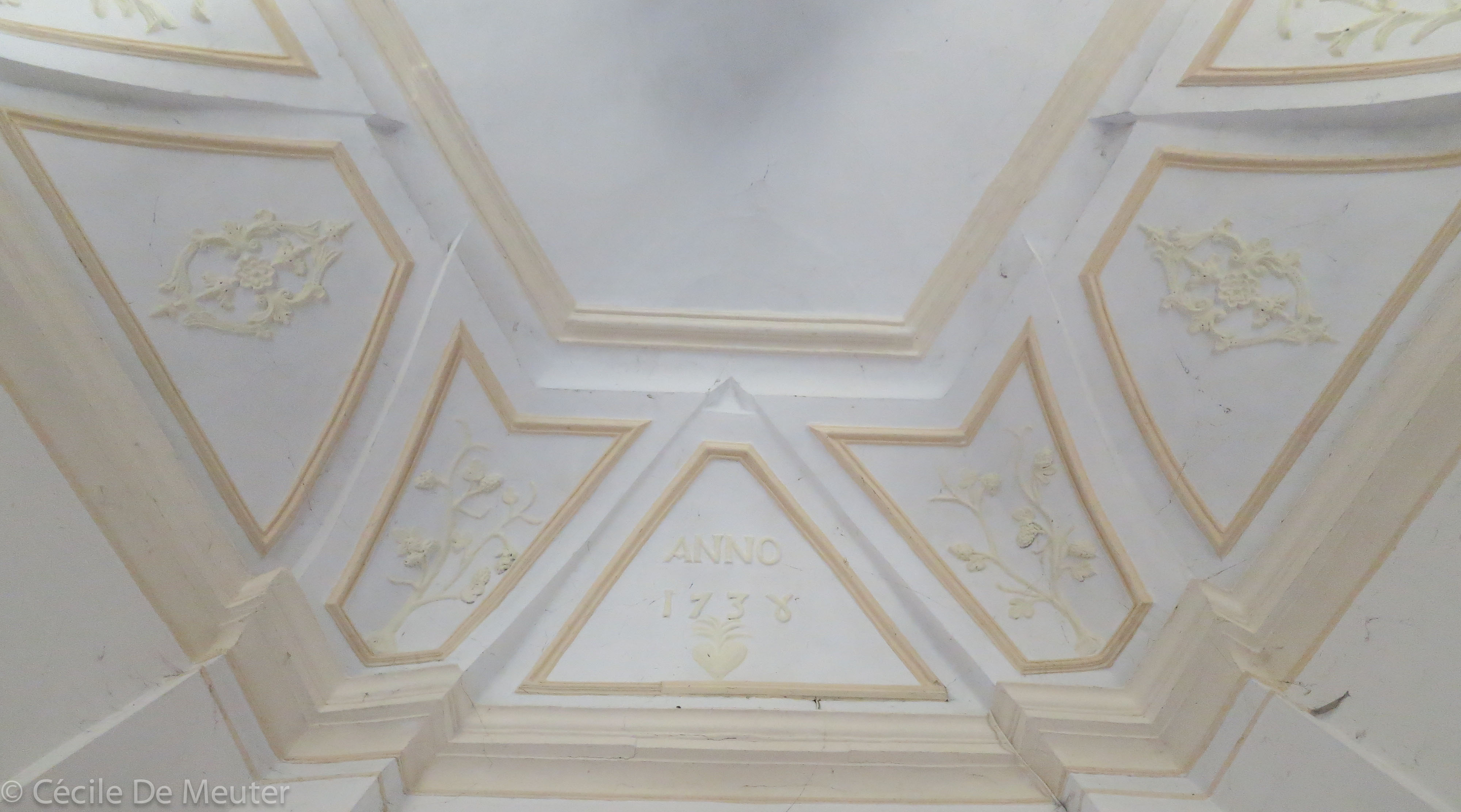
Stucs de l'église Sainte-Geneviève